# Вајтерштат
Вајтерштат (њем. Weiterstadt) град је у њемачкој савезној држави Хесен. Једно је од 23 општинска средишта округа Дармштат-Дибург. Према процјени из 2010. у граду је живјело 24.274 становника. Посједује регионалну шифру (AGS) 6432023.

## Географски и демографски подаци
Вајтерштат се налази у савезној држави Хесен у округу Дармштат-Дибург. Град се налази на надморској висини од 105 метара. Површина општине износи 34,4 km². У самом граду је, према процјени из 2010. године, живјело 24.274 становника. Просјечна густина становништва износи 706 становника/km².

## Међународна сарадња
| Мјесто        | Држава     | Врста сарадње | Од    |
| ------------- | ---------- | ------------- | ----- |
| Кјенс         | Италија    | партнерство   | 1962. |
| Бањо а Риполи | Италија    | партнерство   | 2006. |
|               | Француска  | партнерство   | 1986. |
| Ати           | Француска  | контакт       | 2000. |
|               | Швајцарска | контакт       | 2000. |
| Извор         |            |               |       |